# Benin ai Giochi della XXX Olimpiade
Il Benin ha partecipato ai Giochi della XXX Olimpiade di Londra, svolti dal 27 luglio al 12 agosto 2012, con una delegazione di 5 atleti senza vincere alcuna medaglia.

## Atletica leggera[1][2]
Gare maschili
| Atleta           | Gara  | Batterie | Batterie | Quarti | Quarti | Semifinali      | Semifinali      | Finale          | Finale          |
| Atleta           | Gara  | Tempo    | Pos.     | Tempo  | Pos.   | Tempo           | Pos.            | Tempo           | Pos.            |
| ---------------- | ----- | -------- | -------- | ------ | ------ | --------------- | --------------- | --------------- | --------------- |
| Mathieu Gnanligo | 400 m | Ritirato | Ritirato | N.D.   | N.D.   | Non qualificato | Non qualificato | Non qualificato | Non qualificato |

Gare femminili
| Atleta            | Gara           | Batterie | Batterie | Quarti | Quarti | Semifinali      | Semifinali      | Finale          | Finale          |
| Atleta            | Gara           | Tempo    | Pos.     | Tempo  | Pos.   | Tempo           | Pos.            | Tempo           | Pos.            |
| ----------------- | -------------- | -------- | -------- | ------ | ------ | --------------- | --------------- | --------------- | --------------- |
| Odile Ahouanwanou | 100 m ostacoli | 14.76    | 7        | N.D.   | N.D.   | Non qualificata | Non qualificata | Non qualificata | Non qualificata |

## Judo[3]
| Atleta            | Gara            | 64-esimi             | 32-esimi             | 16-esimi             | Quarti               | Semifinali           | 1° Ripescaggio       | 2° Ripescaggio       | Finale               | Finale          |
| Atleta            | Gara            | Avversario Risultato | Avversario Risultato | Avversario Risultato | Avversario Risultato | Avversario Risultato | Avversario Risultato | Avversario Risultato | Avversario Risultato | Classifica      |
| ----------------- | --------------- | -------------------- | -------------------- | -------------------- | -------------------- | -------------------- | -------------------- | -------------------- | -------------------- | --------------- |
| Jacob Nel Gnahoui | -60 kg maschile | PaischerP 0000–0100  | Non qualificato      | Non qualificato      | Non qualificato      | Non qualificato      | Non qualificato      | Non qualificato      | Non qualificato      | Non qualificato |

## Nuoto
Il Benin ha guadagnato un'"Universality places" dalla Federazione internazionale del nuoto.
Maschile
| Atleta             | Evento            | Batteria | Batteria   | Semifinale      | Semifinale      | Finale          | Finale          |
| Atleta             | Evento            | Tempo    | Classifica | Tempo           | Classifica      | Tempo           | Classifica      |
| ------------------ | ----------------- | -------- | ---------- | --------------- | --------------- | --------------- | --------------- |
| Wilfried Tevoedjre | 50 m stile libero | 29.77    | 58         | Non qualificato | Non qualificato | Non qualificato | Non qualificato |

## Pugilato[5]
Maschile
| Atleta        | Gara         | 32-esimi             | 16-esimi             | Quarti               | Semifinali           | Finale               | Finale          |
| Atleta        | Gara         | Avversario Risultato | Avversario Risultato | Avversario Risultato | Avversario Risultato | Avversario Risultato | Classifica      |
| ------------- | ------------ | -------------------- | -------------------- | -------------------- | -------------------- | -------------------- | --------------- |
| Shafiq Chitou | Pesi leggeri | Mejri P 9–16         | Non qualificato      | Non qualificato      | Non qualificato      | Non qualificato      | Non qualificato |